# Markus Eggler
Markus Eggler (Thun, 22 gennaio 1969) è un ex giocatore di curling svizzero.

## Biografia
Partecipò all'età di 33 anni ai XIX Giochi olimpici invernali edizione disputata a Salt Lake City (Stati Uniti d'America) nel 2002, riuscendo ad ottenere la medaglia di bronzo nella squadra svizzera con i connazionali Christof Schwaller, Andi Schwaller, Damian Grichting e Marco Ramstein.
Nell'edizione la nazionale norvegese ottenne la medaglia d'oro, la canadese quella d'argento.